# Arthur Lakes
Arthur Lakes (* 21. Dezember 1844 in Martock, Somerset; † 21. November 1917 in Nelson (British Columbia)) war ein britisch-US-amerikanischer Paläontologe und Geologe.

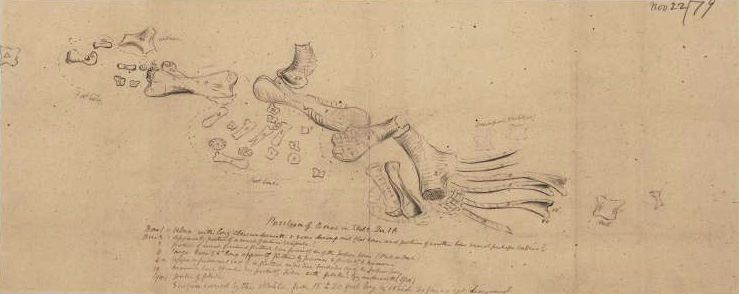
Skizze von Dinosaurierfunden von Lakes 1879

## Leben
Er studierte bis 1865 am Queen’s College in Oxford und ging dann zuerst als Lehrer nach Kanada und danach nach Colorado. Schon beim Studium in Oxford begann sein Interesse für Paläontologie, er konnte dies aber nicht vertiefen, da er seinen Unterhalt verdienen musste.
Lakes fand 1877 die ersten Dinosaurierfossilien in der berühmten Fundstelle Dinosaur Ridge bei Morrison (Colorado) aus der Dakota Formation Ende der Kreidezeit. Unter anderem fand er Skelette von Stegosaurus, Diplodocus, Apatosaurus, Camptosaurus und Allosaurus. Dabei arbeitete er im Auftrag von Othniel Charles Marsh vom Peabody Museum of Natural History, der sich mit seinem Konkurrenten Edward Drinker Cope die Bone Wars um Fossilien in den 1870er Jahren lieferte. Da Marsh auf die briefliche Mitteilung von Funden von Lakes zunächst zögerlich reagierte, trat Lakes auch mit Cope in Verbindung und schickte ihm Fossilien. Marsh beeilte sich dann, Lakes für sich zu rekrutieren und schrieb an Cope, die schon übersandten Funde an ihn zu schicken, was ihre Feindschaft noch verschärfte. 1879/80 war er im Auftrag von Marsh in Como Bluff in Wyoming als Fossilien-Ausgräber.
Er war daneben auch an der bergmännischen Exploration von Colorado beteiligt (und bohrte dort auch vergeblich nach Öl) und dessen geologischer Erkundung. Er war Lehrer an der späteren Colorado School of Mines, damals eine Jungenschule, Jarvis Hall Collegiate School, in Golden (Colorado), ab 1870 mit einer Bergbauschule (School of Mining), an der heute eine Bibliothek nach ihm benannt ist. Er unterrichtete Englisch, Latein und später Zeichnen und Schreiben. 1882 bis 1891 war er dort Professor für Geologie und gründete dort ein Geologisches Museum, basierend auf seiner Mineraliensammlung. Er arbeitete später für den US Geological Survey, gab 1895 bis 1904 die Zeitschrift Mines and Minerals heraus, in der er auch viel veröffentlichte, und war erfolgreicher beratender Bergbauingenieur. 1905 ging er in den Ruhestand und zog zu seinem Sohn nach Ymir in British Columbia in Kanada, wo er als beratender Bergbauingenieur arbeitete.
Er war ein hervorragender Zeichner und fertigte viele Skizzen seiner Funde und geologischen Erkundungen an.

## Schriften
- Prospecting for Gold and Silver in North America, Scranton: The Colliery Engineer 1895, Archive
- Geology of Colorado Ore Deposits, Denver 1888, Archive
- Geology of Western Ore Deposits, Denver 1905